# Абдуллах аль-Адиль
Абу Мухаммад Абдуллах аль-Адиль (араб. عبد الله‎, ум. 4 октября 1227) — седьмой халиф династии Альмохадов, правитель Марокко в 1224—1227 годах. Был губернатором аль-Андалуса и добился свержения своего предшественника, Абд аль-Вахида I. Его приход к власти открыл период нестабильности, который продлился и после его смерти, и часто рассматривается как одно из катастрофических событий в истории государства Альмохадов. Переворот аль-Адила расколол правящую династию и в итоге привёл к краху халифата.

## Приход к власти
Абдуллах был сыном знаменитого Якуба аль-Мансура и братом халифа Мухаммеда ан-Насира. Наряду с другими своими братьями, Абдуллах служил губернатором Альмохадов в Аль-Андалусе.
После преждевременной смерти своего племянника, молодого халифа Юсуфа II аль-Мустансира, в январе 1224 года дворцовая знать в Марракеше, во главе с визирем Абу Саид Османом ибн Джами и шейхами клана Масмуда, добилась избрания в качестве нового халифа двоюродного деда покойного правителя, Абд аль-Вахида, и представила это избрание остальным членам семьи Альмохадов как свершившийся факт. Абдуллах, правящий в то время Мурсией, и его братья, Абу аль-Ала Идрис, Абу Муса и Абу аль-Хасан, правители Кордовы, Малаги и Гранады соответственно, сформировали мощную коалицию против Абд аль-Вахида. Абд аль-Вахид, несмотря на свой пожилой возраст, был жёстким сторонником централизации государства, что не устраивало правителей аль-Андалуса.
Династия Альмохадов впервые столкнулась с кризисом преемственности. Несмотря на разногласия, члены династии всегда лояльно воспринимали избранного халифа, поэтому мятеж точно не был случайным событием. Абдуллах посетил в Мурсии некоего Абу Зайд ибн Юджана, бывшего высокопоставленного чиновника в Марракеше, который был изгнан несколько лет назад визирем ибн-Джами и теперь находился в ссылке рядом в Чинчилья-де-Монте-Арагон. Ибн Юджан убедил Абдаллу принять участие в выборах, уверяя его в наличии у себя ценных связей при дворе в Марракеше, а также среди шейхов Масмуда. Посовещавшись со своими братьями, Абдуллах вскоре объявил себя новым халифом Альмохадов, приняв тронное имя «аль-Адил» («Справедливый»), захватил Севилью и начал готовиться к походу на Марракеш. Однако ибн Юджан уже наладил свои марокканские связи. До конца лета Абу Закария, шейх племени Хинтата, и Юсуф ибн Али, губернатор Тинмала, поддержали аль-Адила и захватили дворец Марракеша, свергли халифа и изгнали ибн-Джами. Свергнутый халиф Абд аль-Вахид I был задушен в сентябре 1224 года.

## Правление
Нарушение аль-Адилем правила династического старшинства потрясли остальную часть семьи Альмохадов. Однако до открытого сопротивления новому халифу дела не дошло. В Аль-Андалусе Абдуллах и его братья своевременно сместили с должностей всех, что отказался признать смену власти. Против аль-Адиля выступили даже три его двоюродных брата (сыновья Абу Абдаллы Мухаммед ибн Аби Хафса, губернатора Ифрикии) — Абу Зайд (губернатор Валенсии), Абдуллах аль-Байяси (губернатор Хаэна) и Абу Даббус, — но и они были немедленно лишены своих постов. Абдуллах аль-Байяси («баэсиец») увёл небольшую группу своих сторонников и разбил лагерь в горах Баэсы, призывая к открытому восстанию против аль-Адила.
В Марокко позиции Абдаллы были более шаткими. Многие племенные шейхи клана Масмуда, не желая усиления испанской ветви династии, к которой и принадлежал Абдуллах, отказались ратифицировать переход власти к аль-Адилю и стали сплачиваться вокруг его племянника, Яхья ибн ан-Насира. В ответ Абдуллах аль-Адил принял судьбоносное решение начать переброску основной части своей армии из Испании через пролив в Марокко, намереваясь идти на Марракеш и подавить сопротивление шейхов.
Собираясь отправиться с армией в Марокко, аль-Адил не принял всерьёз угрозу со стороны аль-Байяси и отправил против него лишь небольшой отряд зимой 1224/1225 года. Отряд был уничтожен сторонниками аль-Байяси, что сильно ударило по авторитету аль-Адиля. Халиф быстро приобрёл репутацию некомпетентного и слабого военачальника, что воодушевило его противников и подорвало лояльность союзников. Рассчитывая захватить Марракеш, пока не стало слишком поздно, аль-Адил решил проигнорировать аль-Байяси и продолжил переброску войск через пролив на юг. Аль-Байяси, в то же время, вступил в союз с Фернандо III Кастильским. Христианский король, узнав о перемещении войск Альмохадов из Испании, решил воспользоваться ситуацией и выделил в помощь аль-Байяси многочисленную кастильскую армию.
В 1225 году сторонники аль-Байяси в сопровождении кастильской армии спустились с гор Баэсы. Пользуясь отсутствием войск Альмохадов, они опустошили окрестности Хаэна, Вега-де-Гранада, а к концу лета даже захватили Кордову. Альфонсо IX Леонский и Саншу II Португальский также воспользовались случаем и провели собственные рейды против мусульманских владений. Португальские войска, не встреча сопротивления, быстро продвигались и достигли предместий Севильи в конце 1225 года.

## Герои и трусы
Насколько известно, халиф аль-Адил, его министр Абу Зайд ибн Юджан и ведущие командиры Альмохадов находились в тот момент в Севилье, но у них не было людей, чтобы бросить вызов христианской армии. В результате португальские рейдеры безнаказанно разоряли окрестности города. Наконец, гражданское население Севильи, разочаровавшись в своих правителях, решили взять дело в свои руки. В городе был созван сбор жителей и сформировано ополчение, чтобы дать бой португальцам. Однако сражение горожан с португальцами сразу перешло в резню, португальские солдаты легко перебили плохо вооружённых и не обученных горожан. В итоге у стен Севильи было убито, по некоторым данным, около 20000 местных жителей.
Вина за резню в Севилье и другие бедствия полностью легла на халифа и его лейтенантов, которых стали открыто обвинять в некомпетентности и трусости. Но неожиданно судьба улыбнулась аль-Адилю. Аль-Байяси обещал Фернандо III три пограничных крепости в качестве оплаты за его помощь. Но одна из крепостей, Капилья, отказалась сдаться кастильцам. Кастильцы были вынуждены начать долгую и трудную осаду. Храбрость гарнизона крепости вкупе с информацией о том, что аль-Байяси снабжает кастильцев продовольствием в ходе осады серьёзно ударили по репутации последнего, общественное мнение качнулось в сторону халифа. Последовало восстание в Кордове, в ходе которого аль-Байяси был убит, а его голова направлена ко двору халифа в Марракеш.
Однако аль-Адилю недолго пришлось радоваться этому повороту событий. 4 октября 1227 года он погиб при невыясненных обстоятельствах (по данным хронистов, утонул в дворцовой ванной). Новым халифом был избран его племянник и соперник, Яхья ибн ан-Насир (тронное имя Абу Закария аль-Мутасим).